# Phare de Macaé
Le Phare de Macaé (en portugais : Farol de Macaé) est un phare situé sur l'île de Sant'Anna (Archipel de Santana) au large de la ville de Macaé, dans l'État de Rio de Janeiro - (Brésil).
Ce phare est la propriété de la Marine brésilienne  et il est géré par le Centro de Sinalização Náutica e Reparos Almirante Moraes Rego (CAMR) au sein de la Direction de l'Hydrographie et de la Navigation (DHN).

## Histoire
Le phare, mis en service le 8 mars 1902, est érigé sur la plus grande île de l'Archipel de Santana, à environ 11 km au sud-est de Ponta da Imbetiba. Le phare est une tour carrée de maçonnerie de 16 m de haut, avec galerie et lanterne. Elle est adossée à une maison de gardien d'un seul étage. Tout le bâtiment est peint en blanc.
Le phare est équipé d'un appareil dioptrique de 4e ordre fabriqué par la société française Barbier, Bénard et Turenne (BBT). Il émet, à une hauteur focale de 49 m, deux longs éclats alternativement blanc et rouge) toutes les 20 secondes. Son feu blanc a une portée maximale de 28 milles marins (environ 52 km) et son feu rouge une portée maximale de 22 milles marins (environ 41 km).
Les visiteurs qui viennent sur les plages de l'île le week-end peuvent visiter le phare à des moments déterminés par la garnison militaire locale.
Identifiant : ARLHS : BRA062 ; BR2160 - Admiralty : G0346 - NGA :18344 .

## Caractéristique dufeu maritime
- Fréquence sur 20 secondes : (W-R)
  - Lumière : 2.3 secondes
  - Obscurité : 7.7 secondes

### Lien connexe
- Liste des phares du Brésil